# Super Smash Bros.
Super Smash Bros. (大乱闘スマッシュブラザーズ, Dairantou Sumasshu Burazāzu) é uma série de jogos de luta e ação com crossovers criada e dirigida por Masahiro Sakurai, na qual o jogador controla os personagens da franquia de jogos eletrônicos da Nintendo e outras franquias conhecidas, onde se enfrentam em batalhas. Os jogos da franquia podem ser jogados no modo para um jogador e multijogador local ou online.
O jogo tem como objetivo de arremessar os adversários para fora da arena, em qualquer uma das quatro direções possíveis: para cima, para baixo, para direita e para esquerda. O dano de cada jogador é representado com porcentagens mostrado na interface. Quanto mais alto for o nível de dano, mais distância um mesmo golpe irá provocar, até fazer com que o personagem seja colocado de fora da tela, perdendo uma vida. Durante as partidas, caem itens ligados às séries dos jogos representados pelos personagens presentes no jogo, que podem ser usados por qualquer um que esteja na arena. O jogo difere da maioria dos jogos de luta tradicionais, que representam a energia dos jogadores em barras, e tem como objetivo subjugar o adversário. Depois do grande sucesso do primeiro jogo da série, a Nintendo produziu os novos jogos conforme foram saindo os novos consoles da empresa.
A série apresenta diversos personagens das franquias mais populares da Nintendo, incluindo Mario, Donkey Kong, Link, Samus Aran, Fox McCloud, Kirby e Pikachu. O Super Smash Bros. original tinha apenas 12 personagens jogáveis, com a contagem de personagens aumentando em cada jogo sucessivo.

## Jogos da série

### Super Smash Bros. (1999)
Super Smash Bros. foi introduzido em 1999 para o Nintendo 64. Foi lançado em todo o mundo depois de vender mais de um milhão de cópias no Japão. O jogo possui 12 personagens, dos quais 8 estão disponíveis desde o início, e outros 4 personagens destraváveis, todos eles de franquias da Nintendo ou de suas desenvolvedoras.
Até quatro pessoas podem jogar no modo multiplayer (Versus), com as regras específicas de cada partida a ser determinada pelos jogadores. Existem dois tipos diferentes que podem ser escolhidas: Tempo, onde o jogador com o maior número de KO's no final do tempo programado vence, e Estoque, onde cada pessoa tem uma quantidade de vidas, e quando eles se acabam, o jogador é eliminado. Há 9 fases jogáveis no modo Versus, 8 baseadas em cada um dos personagens iniciais e uma fase secreta, que o jogador deve liberar.
Existe um modo de jogo single player em que um jogador é incluído em um modo de aventura que o jogador enfrenta uma série de adversários, com a possibilidade de mudar a dificuldade de acordo com a preferência do jogador. Existem outros modos single player, como treinamento e vários mini-jogos e ao mesmo tempo é o primeiro jogo da franquia

### Super Smash Bros. Melee (2001)
Super Smash Bros. Melee foi lançado 21 novembro de 2001, no Japão, 03 de dezembro de 2001, na América do Norte, 24 de maio de 2002, na Europa e 31 de maio de 2002, na Austrália para o GameCube. Ele tinha um orçamento maior e a equipe de desenvolvimento do Super Smash Bros., e foi bem recebido com avaliações muito melhores que seu antecessor entre os críticos e consumidores. Desde o seu lançamento, Super Smash Bros. Melee já vendeu mais de 7 milhões de cópias e foi o jogo mais vendido do GameCube.
Super Smash Bros. Melee apresenta 25 personagens, dos quais 15 estão disponíveis inicialmente, duas vezes mais que o número de personagens de seu antecessor. Há também 18 fases disponíveis inicialmente e mais 11 fases secretas, totalizando 29 fases.
Ele introduziu dois novos modos single-player ao lado do modo clássico: modo aventura, modo eventos e modo All-Star. Modo de aventura tem plataformas de segmentos semelhantes ao mini-jogo original "Race to the Finish", All-Star é uma luta contra cada personagem jogável no jogo, permite que o jogador apenas uma vida em que o dano é acumulado ao longo de cada batalha e um número limitado de itens de cura entre as batalhas, e o modo eventos é uma série de pequenos desafios que implica situações diferentes de combate.

### Super Smash Bros. Brawl (2008)
Apesar de um terceiro jogo do Super Smash Bros. tinha sido anunciado muito antes da E3 2006, a Nintendo revelou a sua primeira informação na forma de um trailer em 10 de maio de 2006, e o jogo foi chamado Super Smash Bros. Brawl. O trailer apresentando Solid Snake, de Metal Gear, da Konami, marcando a primeira vez que um personagem de terceiros tinha sido introduzido como um personagem jogável na série Super Smash Bros.; um segundo personagem de terceiros também foi confirmado como um personagem jogável e foi Sonic da Sega, do ex-rival da Nintendo, apresentado em 10 de outubro de 2007. Super Smash Bros. Brawl foi lançado no Japão em 31 de janeiro de 2008, na América do Norte em 9 de março de 2008, na Austrália em 26 de junho de 2008, e na Europa em 27 de junho de 2008. Brawl é também o primeiro jogo da franquia que apoia o jogo on-line, através da ligação Nintendo Wi-Fi e oferecem a possibilidade para os jogadores para construírem suas próprias fases originais.
Brawl também apresenta compatibilidade com quatro tipos de controladores (o Wii Remote de lado, o Wii Remote e o Nunchuk combinados, o classic controller, e o controle de Gamecube), enquanto seus antecessores utilizava o controlador projetado para o determinado sistema. O jogador também tem a capacidade de alterar a configuração dos controles e do tipo de controlador.
Super Smash Bros. Brawl possui um modo de aventura novo intitulado Super Smash Bros. Brawl: The Subspace Emissary (O Emissário do Subespaço). Este modo apresenta histórias de personagens únicos, juntamente com os níveis secundários numerosos chefes de rolagem e múltiplos inimigos para lutar, assim como cenas de CG cortadas que explicam o enredo. The Subspace Emissary apresenta um novo grupo de antagonistas do chamado Exército do Subespaço, que são guiados pelo Ministro Antigo. Alguns desses personagens inimigos apareceu em jogos anteriores da Nintendo, como Petey Piranha da série Mario e um esquadrão de Robs baseado no clássico hardware da Nintendo. The Subspace Emissary também possui um número de inimigos originais, como o Roader, um monociclo robótico, o Bytan, uma criatura de olhos parecida com bola, que pode se replicar, se deixado sozinho, e os Primids, os inimigos que vêm em muitas variações. Embora primeiramente um modo single-player, The Subspace Emissary permite multiplayer cooperativo. Há cinco níveis de dificuldade para cada estágio, e não há um método de aumentar o poder dos personagens durante o jogo. Isto é feito colocando adesivos coletados na parte inferior do troféu de um personagem entre as fases para melhorar vários aspectos de um lutador.

### Super Smash Bros. para Nintendo 3DS e Wii U (2014)
A Nintendo lançou a versão para Nintendo 3DS no dia 3 de Outubro de 2014, e a versão para Nintendo Wii U em 21 de Novembro do mesmo ano, desenvolvido pela mesma, Sora Ltd e juntamente com a empresa Namco Bandai com alguns dos membros da equipe de desenvolvimento da série Tekken que será lançado para Wii U e pela primeira vez o jogo vai chegar para o portátil da Nintendo, no caso o Nintendo 3DS. O produtor de Tekken, Katsuhiro Harada, afirmou que gostaria de adicionar personagens da série Tekken nos novos títulos de acordo com a vontade dos jogadores. A Namco Bandai e a Sora Ltd. dividiram o feedback em dois lados no primeiro lado existe um grupo de jogadores que concordam com Katsuhiro Harada e querem os personagens de Tekken e de Soul Calibur nos novos títulos, e do outro existe um grupo que discordam e não querem a presença dos personagens de Tekken. Então existem dois lados diferentes e fica difícil para as empresas Sora Ltd. e Namco Bandai escolherem uma delas. Então, Harada disse que os jogadores não devem se preocupar. Já foram confirmados muitos personagens, por enquanto são esses: Meta Knight, Robin (Mulher/Homem), Lucina, Captain Falcon, Pac-Man, Ike, Ness, Palutena, Charizard (Sozinho), Yoshi, Mii Fighter, Zero Suit Samus, Greninja, Diddy Kong, Lucario, Little Mac, King Dedede, Rosalina e Luma, Marth, Sonic The Hedgehog, Toon Link, Princesa Peach, Luigi, Pikmins e Olimar, Mario, Villager (Animal Crossing), Donkey Kong, Link, Mega Man, Samus Aran, Kirby, Wii Fit Trainer, Fox, Pikachu, Bowser, Pit. Também foi confirmada a presença de Mewtwo em 2015, mas apenas como uma DLC, que poderá ser obtida comprando-a, ou ganhando-a caso tenha comprado as duas versões do jogo. Outros personagens em DLC confirmados são Lucas, Roy, Ryu, Cloud, Corrin e Bayonetta.

### Super Smash Bros. Ultimate (2018)
Na típica apresentação Nintendo Direct de 8 de março de 2018, a empresa anunciou que Super Smash Bros viria para Nintendo Switch, ainda no mesmo ano. Os Inklings de Splatoon, tanto em versões Boy e Girl, entram, pela primeira vez, na série Smash. No teaser trailer, era ainda perceptível ver Mario, Samus, Bowser, Pikachu, a versão de Breath of the Wild de Link (Hyrule Champion) e vários outros personagens da série escondidos nas sombras da chama do símbolo de Smash Bros. Na E3 de 2018, foi revelado que o jogo se chamaria Super Smash Bros. Ultimate, e que todos os personagens de todos os jogos Smash anteriores voltariam. O jogo foi lançado no dia 7 de dezembro de 2018.

## Personagens da série
Os personagens que compõem o elenco da série são da Nintendo, desde os jogos clássicos da empresa até os jogos mais recentes. Mas desde o terceiro jogo da série, Super Smash Bros. Brawl, personagens de outras empresas que fizeram sucesso nos consoles da Nintendo, começaram a fazer parte do jogo.
| Personagem       | N64 | Melee | Brawl | for 3DS/Wii U | Ultimate     | Franquia             |
| ---------------- | --- | ----- | ----- | ------------- | ------------ | -------------------- |
| Banjo & Kazooie  | Não | Não   | Não   | Não           | DLC          | Banjo-Kazooie        |
| Bayonetta        | Não | Não   | Não   | DLC           | Yes          | Bayonetta            |
| Bowser           | Não | Yes   | Yes   | Yes           | Yes          | Mario                |
| Bowser Jr.       | Não | Não   | Não   | Yes           | Yes          | Mario                |
| Byleth           | Não | Não   | Não   | Não           | DLC          | Fire Emblem          |
| Captain Falcon   | Yes | Yes   | Yes   | Yes           | Yes          | F-Zero               |
| Charizard        | Não | Não   | Yes   | Yes           | Yes          | Pokémon              |
| Chrom            | Não | Não   | Não   | Não           | Yes          | Fire Emblem          |
| Cloud            | Não | Não   | Não   | DLC           | Yes          | Final Fantasy        |
| Corrin           | Não | Não   | Não   | DLC           | Yes          | Fire Emblem          |
| Daisy            | Não | Não   | Não   | Não           | Yes          | Mario                |
| Dark Pit         | Não | Não   | Não   | Yes           | Yes          | Kid Icarus           |
| Dark Samus       | Não | Não   | Não   | Não           | Yes          | Metroid              |
| Diddy Kong       | Não | Não   | Yes   | Yes           | Yes          | Donkey Kong          |
| Donkey Kong      | Yes | Yes   | Yes   | Yes           | Yes          | Donkey Kong          |
| Dr. Mario        | Não | Yes   | Não   | Yes           | Yes          | Mario                |
| Duck Hunt        | Não | Não   | Não   | Yes           | Yes          | Duck Hunt            |
| Falco            | Não | Yes   | Yes   | Yes           | Yes          | Star Fox             |
| Fox              | Yes | Yes   | Yes   | Yes           | Yes          | Star Fox             |
| Ganondorf        | Não | Yes   | Yes   | Yes           | Yes          | The Legend of Zelda  |
| Greninja         | Não | Não   | Não   | Yes           | Yes          | Pokémon              |
| Hero             | Não | Não   | Não   | Não           | DLC          | Dragon Quest         |
| Ice Climbers     | Não | Yes   | Yes   | Não           | Yes          | Ice Climber          |
| Ike              | Não | Não   | Yes   | Yes           | Yes          | Fire Emblem          |
| Incineroar       | Não | Não   | Não   | Não           | Yes          | Pokémon              |
| Inkling          | Não | Não   | Não   | Não           | Yes          | Splatoon             |
| Isabelle         | Não | Não   | Não   | Não           | Yes          | Animal Crossing      |
| Ivysaur          | Não | Não   | Yes   | Não           | Yes          | Pokémon              |
| Jigglypuff       | Yes | Yes   | Yes   | Yes           | Yes          | Pokémon              |
| Joker            | Não | Não   | Não   | Não           | DLC          | Persona              |
| Kazuya           | Não | Não   | Não   | Não           | DLC          | Tekken               |
| Ken              | Não | Não   | Não   | Não           | Yes          | Street Fighter       |
| King Dedede      | Não | Não   | Yes   | Yes           | Yes          | Kirby                |
| King K. Rool     | Não | Não   | Não   | Não           | Yes          | Donkey Kong          |
| Kirby            | Yes | Yes   | Yes   | Yes           | Yes          | Kirby                |
| Link             | Yes | Yes   | Yes   | Yes           | Yes          | The Legend of Zelda  |
| Little Mac       | Não | Não   | Não   | Yes           | Yes          | Punch-Out!!          |
| Lucario          | Não | Não   | Yes   | Yes           | Yes          | Pokémon              |
| Lucas            | Não | Não   | Yes   | DLC           | Yes          | Mother               |
| Lucina           | Não | Não   | Não   | Yes           | Yes          | Fire Emblem          |
| Luigi            | Yes | Yes   | Yes   | Yes           | Yes          | Mario                |
| Mario            | Yes | Yes   | Yes   | Yes           | Yes          | Mario                |
| Marth            | Não | Yes   | Yes   | Yes           | Yes          | Fire Emblem          |
| Mega Man         | Não | Não   | Não   | Yes           | Yes          | Mega Man             |
| Meta Knight      | Não | Não   | Yes   | Yes           | Yes          | Kirby                |
| Mewtwo           | Não | Yes   | Não   | DLC           | Yes          | Pokémon              |
| Mii Brawler      | Não | Não   | Não   | Yes           | Yes          | Mii                  |
| Mii Gunner       | Não | Não   | Não   | Yes           | Yes          | Mii                  |
| Mii Swordfighter | Não | Não   | Não   | Yes           | Yes          | Mii                  |
| Min Min          | Não | Não   | Não   | Não           | DLC          | Arms                 |
| Mr. Game & Watch | Não | Yes   | Yes   | Yes           | Yes          | Game & Watch         |
| Mythra           | Não | Não   | Não   | Não           | DLC          | Xenoblade Chronicles |
| Ness             | Yes | Yes   | Yes   | Yes           | Yes          | Mother               |
| Olimar           | Não | Não   | Yes   | Yes           | Yes          | Pikmin               |
| Pac-Man          | Não | Não   | Não   | Yes           | Yes          | Pac-Man              |
| Palutena         | Não | Não   | Não   | Yes           | Yes          | Kid Icarus           |
| Peach            | Não | Yes   | Yes   | Yes           | Yes          | Mario                |
| Pichu            | Não | Yes   | Não   | Não           | Yes          | Pokémon              |
| Pikachu          | Yes | Yes   | Yes   | Yes           | Yes          | Pokémon              |
| Piranha Plant    | Não | Não   | Não   | Não           | DLC          | Mario                |
| Pit              | Não | Não   | Yes   | Yes           | Yes          | Kid Icarus           |
| Pyra             | Não | Não   | Não   | Não           | DLC          | Xenoblade Chronicles |
| Richter          | Não | Não   | Não   | Não           | Yes          | Castlevania          |
| Ridley           | Não | Não   | Não   | Não           | Yes          | Metroid              |
| R.O.B.           | Não | Não   | Yes   | Yes           | Yes          | R.O.B.               |
| Robin            | Não | Não   | Não   | Yes           | Yes          | Fire Emblem          |
| Rosalina & Luma  | Não | Não   | Não   | Yes           | Yes          | Mario                |
| Roy              | Não | Yes   | Não   | DLC           | Yes          | Fire Emblem          |
| Ryu              | Não | Não   | Não   | DLC           | Yes          | Street Fighter       |
| Samus            | Yes | Yes   | Yes   | Yes           | Yes          | Metroid              |
| Sephiroth        | Não | Não   | Não   | Não           | DLC          | Final Fantasy        |
| Sheik            | Não | Yes   | Yes   | Yes           | Yes          | The Legend of Zelda  |
| Shulk            | Não | Não   | Não   | Yes           | Yes          | Xenoblade Chronicles |
| Simon            | Não | Não   | Não   | Não           | Yes          | Castlevania          |
| Snake            | Não | Não   | Yes   | Não           | Yes          | Metal Gear           |
| Sonic            | Não | Não   | Yes   | Yes           | Yes          | Sonic the Hedgehog   |
| Sora             | Não | Não   | Não   | Não           | DLC          | Kingdom Hearts       |
| Squirtle         | Não | Não   | Yes   | Não           | Yes          | Pokémon              |
| Steve            | Não | Não   | Não   | Não           | DLC          | Minecraft            |
| Terry            | Não | Não   | Não   | Não           | DLC          | Fatal Fury           |
| Toon Link        | Não | Não   | Yes   | Yes           | Yes          | The Legend of Zelda  |
| Villager         | Não | Não   | Não   | Yes           | Yes          | Animal Crossing      |
| Wario            | Não | Não   | Yes   | Yes           | Yes          | Wario                |
| Wii Fit Trainer  | Não | Não   | Não   | Yes           | Yes          | Wii Fit              |
| Wolf             | Não | Não   | Yes   | Não           | Yes          | Star Fox             |
| Yoshi            | Yes | Yes   | Yes   | Yes           | Yes          | Yoshi                |
| Young Link       | Não | Yes   | Não   | Não           | Yes          | The Legend of Zelda  |
| Zelda            | Não | Yes   | Yes   | Yes           | Yes          | The Legend of Zelda  |
| Zero Suit Samus  | Não | Não   | Yes   | Yes           | Yes          | Metroid              |
| Total            | 12  | 26    | 39    | 51 (+7 DLC)   | 76 (+13 DLC) | 40 franquias         |

Notes
1. ↑  Os trajes de Bowser Jr. o mudam para cada um dos sete Koopalings: Larry, Roy, Wendy, Iggy, Morton, Lemmy, ou Ludwig.
2. 1 2 3 4 5 6  Versão masculina e feminina jogáveis.
3. 1 2 3  Em Brawl e Ultimate, Squirtle, Ivysaur, e Charizard estão listados juntos sob o nome "Pokémon Trainer", com tal treinador podendo alternar entre esses três Pokémon. Em 3DS/Wii U, apenas Charizard é jogável
4. 1 2 3 4 5 6 7  Em Ultimate, o personagem é um Echo Fighter.
5. 1 2 3 4 5 6  Em Melee, o personagem é uma versão similar do original.
6. 1 2  Há variações de nome nas versões NTSC e PAL. Na primeira os nomes são "Duck Hunt" e "Mii Swordfighter", na segunda, "Duck Hunt Duo" e "Mii Sword Fighter."
7. ↑  Apesar do nome, Hero se refere a quatro protagonistas de Dragon Quest, com a aparência regular sendo Luminary/Eleven de Dragon Quest XI, e trajes alternativos o transformando em Erdrick/Arusu de Dragon Quest III, Solo de Dragon Quest IV, e Eight de Dragon Quest VIII.
8. 1 2 3  Em3DS/Wii U, Mii Brawler, Mii Swordfighter, e Mii Gunner estão sob um único personagem com o nome "Mii". Em Ultimate, estão separados individualmente. Porém empilhar Echo Fighters também une os três como em 3DS/Wii U.
9. 1 2  Pyra e Mythra dividem o mesmo personagem, e o jogador pode alternar entre ambas em batalha.
10. ↑  Em 3DS/Wii U e Ultimate, metade dos trajes de Olimar mudam seu nome e aparência para Alph de Pikmin 3.
11. 1 2  Em Brawl, Zero Suit Samus é uma forma alternativa de Samus, que surgir após determinado ataque ou com um comando na seleção de personagem. A partir de 3DS/Wii U, se tornaram personagens separados.
12. 1 2  Em Melee e Brawl, Sheik é uma forma alternativa de Zelda que surge ao usar um ataque específico. As duas foram separadas como personagens separados a partir de 3DS/Wii U.
13. ↑  Os trajes de Steve incluem alterações de nome e aparência para Alex, um Zumbi ou um Enderman.

## Recepção
Comentários sobre a série Super Smash Bros são geralmente positivos. Muitas críticas encontradas no jogo original e em Melee foram feitas à Melee e Brawl também.
Super Smash Bros tem recebido elogios pelo seu modo multiplayer. Nintendo Power listou a série como sendo uma das maiores experiências para vários jogadores da história da Nintendo. Houve críticas, no entanto, como a pontuação do jogo sendo difícil de seguir. Além disso, o modo para um jogador foi criticado por sua dificuldade e pela falta de recursos.
Super Smash Bros. Melee recebeu geralmente uma recepção positiva dos revisores, a maioria dos quais creditaram em Melee a expansão de características de jogabilidade de Super Smash Bros. Focando os recursos adicionais, GameSpy comentou que "Melee realmente pontua grande no departamento de 'nós adicionamos toneladas de grande material extra'". Os revisores compararam o jogo favoravelmente ao Super Smash Bros.
Fran Mirabella III da IGN declarou que estava "em uma liga completamente diferente da versão do N64". Miguel Lopez da GameSpot, elogiou o jogo pelo "modo clássico" evoluído em comparação ao seu antecessor, e descreveu o Modo Aventura como "realmente uma experiência de ganho-ou-perda." Apesar de uma avaliação mista para os modos single-player, a maioria dos comentadores expressou o modo multiplayer do jogo como o ponto forte do jogo. Em sua análise do jogo, a GameSpy afirmou que "será difícil encontrar uma experiência multiplayer mais agradável em qualquer outro console".
Super Smash Bros. Brawl recebeu uma pontuação perfeita da revista japonesa Famitsu. Os revisores elogiaram o variedade e profundidade do conteúdo single-player, a imprevisibilidade dos Final Smashes e os estilos de combate dinâmicos dos personagens. Thunderbolt Games deu ao jogo nota 10 de 10, chamando-o de "uma entrada bastante melhorada na venerável série". Chris Slate da Nintendo Power também concedeu a Brawl uma pontuação perfeita em sua edição de março de 2008, chamando-o de "um dos melhores jogos que a Nintendo já produziu". Crítico IGN Matt Casamassina, em seu podcast Wii-k in Review de 11 de fevereiro, observou que, embora Brawl seja um "lutador sólido", tem "algumas questões que precisam ser reconhecidas", incluindo "longos tempos de carregamento" e repetição em The Subspace Emissary.
Super Smash Bros. for 3DS e Super Smash Bros. for Wii U ambos obtiveram elogios críticos e foram comercialmente bem-sucedidos, mantendo classificações atuais de 85/100 e 92/100 em Metacritic e 86,10% e 92,39% em GameRankings.